# Glatiramoide
Glatiramoide sind heterogene Gemische aus synthetischen Polypeptiden, die aus den vier natürlichen Aminosäuren L-Glutaminsäure, L-Lysin, L-Alanin und L-Tyrosin („GLAT“) bestehen. Das Mengenverhältnis der Aminosäuren ist fest definiert, ihre Reihenfolge im Peptid ist zufällig. Charakterisiert werden Glatiramoide unter anderem über die mittlere molare Masse bzw. Massenverteilung. Sie gehören zu den non-biological complex drugs (NBCDs).
Strukturformeln der im Polypeptid enthaltenen Aminosäuren:

L-Glutaminsäure
L-Lysin
L-Alanin
L-Tyrosin

Glatiramoide werden angewendet bzw. entwickelt für die immunmodulatorische Therapie. Bislang sind die folgenden Glatiramoide beschrieben:
- Glatiramer
- Protiramer